# モンゴル国の航空会社の一覧
モンゴルの航空会社一覧（モンゴルのこうくうがいしゃいちらん）は、モンゴル民間航空局(モンゴル語: Иргэний Нисэхийн Ерөнхий Газар)から航空運送許可を受けて運航中の航空会社の一覧である。

## 一覧
| 航空会社                       | ICAO | IATA | コールサイン   | 運航開始 | 設立   | 備考 |
| ------------------------------ | ---- | ---- | -------------- | -------- | ------ | ---- |
| MIATモンゴル航空               | MGL  | OM   | MONGOL AIR     | 1956年   | 1956年 |      |
| フンヌ・エア                   | MML  | MR   | TRANS MONGOLIA | 2012年   | 2011年 |      |
| アエロ・モンゴリア             | MNG  | MO   | AERO MONGOLIA  | 2003年   | 2001年 |      |
| エア・カーゴ・モンゴリア       | MGC  | -    | MONGOLIA CARGO | -        | 2013年 |      |
| スカイ・ホース・アビエーション | TNL  | -    | SKY HORSE      |          |        |      |
| トーマス・エア                 | TME  | -    | TAIMEN         | -        | 2011年 |      |

上記のうち、定期便を運航しているのは MIATモンゴル航空、フンヌ・エア、アエロ・モンゴリアの3社のみである。他は、不定期チャーター便、エアタクシー、観光ツアーなどの事業をしている。またブルー・スカイ・アビエーションは、2020年に解散した。エズニス航空は2014年5月、運航を停止し、2019年に格安航空会社として営業を再開した。